# IBM nella seconda guerra mondiale
La IBM nella seconda guerra mondiale sviluppò e potenziò la tecnologia delle schede perforate, utilizzata sia dal governo degli Stati Uniti che dal governo nazista tedesco per alcuni ambiti della gestione dei loro campi e della manutenzione dei registri.

## Germania
In Germania, la IBM si impegnò in pratiche commerciali che in seguito sono state fonte di controversia. Molta attenzione si concentra sul ruolo della filiale tedesca della IBM, nota come Deutsche Hollerith Maschinen Gesellschaft, o Dehomag.
Gli argomenti chiave includono:
- documentare le operazioni di Dehomag che permisero ai nazisti di organizzare al meglio il loro sforzo bellico, in particolare a proposito dell'Olocausto e dell'uso dei campi di concentramento nazisti;
- confrontare gli sforzi della filiale tedesca con le operazioni delle altre filiali che hanno aiutato gli sforzi bellici delle altre nazioni;
- valutare il grado in cui IBM dovrebbe essere ritenuta colpevole per le atrocità rese possibili dalle sue azioni;
- i metodi di valutazione, così come furono elaborati e utilizzati, avevano lo scopo di selezionare e uccidere le persone civili.

## Stati Uniti
Negli Stati Uniti, su richiesta del governo, IBM è stata il subappaltatore per il progetto delle schede perforate dei campi di internamento giapponesi:
L'attrezzatura di IBM fu utilizzata anche per la crittografia dalle organizzazioni dell'esercito e della marina degli Stati Uniti, dal centro Arlington Hall e dall'OP-20-G, oltre che dalle organizzazioni alleate simili che utilizzarono le schede perforate Hollerith, come il Central Bureau e il Far East Combined Bureau.
L'azienda ha sviluppato e costruito il calcolatore utilizzato per eseguire i calcoli per il progetto Manhattan.

## Critiche alla IBM durante la guerra
Edwin Black, nel libro del 2001 intitolato IBM and the Holocaust, è giunto alla conclusione che le attività commerciali di IBM in Germania durante la seconda guerra mondiale la rendono moralmente complice dell'Olocausto. Un'edizione tascabile aggiornata del libro del 2002 includeva nuove prove del collegamento tra la sede centrale dell'IBM negli Stati Uniti, che controllava una sussidiaria polacca, e i nazisti. Oliver Burkeman ha scritto per The Guardian:"Il tascabile fornisce la prima prova che i rapporti della compagnia con i nazisti furono controllati dal quartier generale di New York durante la seconda guerra mondiale".
Nel febbraio 2001, un'istanza del Alien Tort Claims Act è stata presentata alla corte federale degli Stati Uniti per conto dei sopravvissuti ai campi di concentramento contro IBM. L'accusa verso IBM è di aver fornito la tecnologia delle schede perforate che ha facilitato l'Olocausto e di aver coperto le attività della controllata tedesca IBM Dehomag. Nell'aprile 2001, la causa è stata archiviata dopo che gli avvocati temevano che la stessa causa avrebbe rallentato i pagamenti da un fondo tedesco per i sopravvissuti all'Olocausto. La divisione tedesca di IBM aveva versato 3 milioni di dollari nel fondo, pur chiarendo che non stavano ammettendo alcuna responsabilità.
Nel 2004, l'organizzazione per i diritti umani Gypsy International Recognition and Compensation Action (GIRCA) ha intentato una causa contro IBM in Svizzera. Il caso è stato archiviato nel 2006, essendo scaduto il termine di prescrizione.

### Risposte alla critica
Nella IBM Statement on Nazi-era Book and Lawsuit del febbraio 2001, IBM ha risposto:
Richard Bernstein, scrivendo per The New York Times Book Review nel 2001, ha sottolineato che "molte aziende americane hanno fatto ciò che ha fatto IBM. [...] Cosa rende IBM diversa?". Afferma inoltre che il caso di Edwin Black nel suo libro IBM and the Holocaust "è lungo e ampiamente documentato, eppure non dimostra che IBM abbia una responsabilità unica o decisiva per il male che è stato fatto". IBM ha citato questa affermazione in un Addendum to IBM Statement on Nazi-era Book and Lawsuit del marzo 2002, dopo la pubblicazione dell'edizione tascabile rivista di Edwin Black: